# Gare de Howrah
La gare de Howrah [Code: HWH] est la plus grande et la plus ancienne des cinq gares ferroviaires desservant la ville de Calcutta, au Bengale-Occidental en Inde. Avec ses 23 quais et ses 673 trains quotidiens (au départ, à l’arrivée ou en transit) elle est la gare la plus fréquentée de tout le système ferroviaire indien. 1 220 gares du réseau indien sont directement reliées à la gare de Howrah par 293 trains de voyageurs.  
Sise à Howrah, sur la rive occidentale du fleuve Hooghly, et reliée à la ville de Calcutta par le pont de Howrah, elle est une des cinq gares ferroviaires de Calcutta, trois d’entre elles se trouvant sur la rive occidentale (Santragachi, Shalimar et Howrah), et deux dans la ville de Calcutta même (Sealdah et Kolkata).

## Histoire
Les premiers plans pour une gare à Howrah furent soumis en 1851 par George Turnbull, ingénieur en chef de l'East Indian Railway Company' nouvellement créée. Il a vu trop grand et doit soumettre de nouveaux plans qui sont approuvés en mai 1852. La construction de la première gare, un très modeste bâtiment, commence en octobre 1852. Deux quais et une seule voie. Un seul guichet.
Le 15 août 1854, un tout premier train quitte la gare de Howrah. Propulsé par la ‘Fairy Queen’ il fait le trajet de Howrah à Hooghly, quelque 35 kilomètres, avec 300 passagers. Deux trains circulent par jour. Le bâtiment original est aujourd’hui un dépôt de marchandises. 

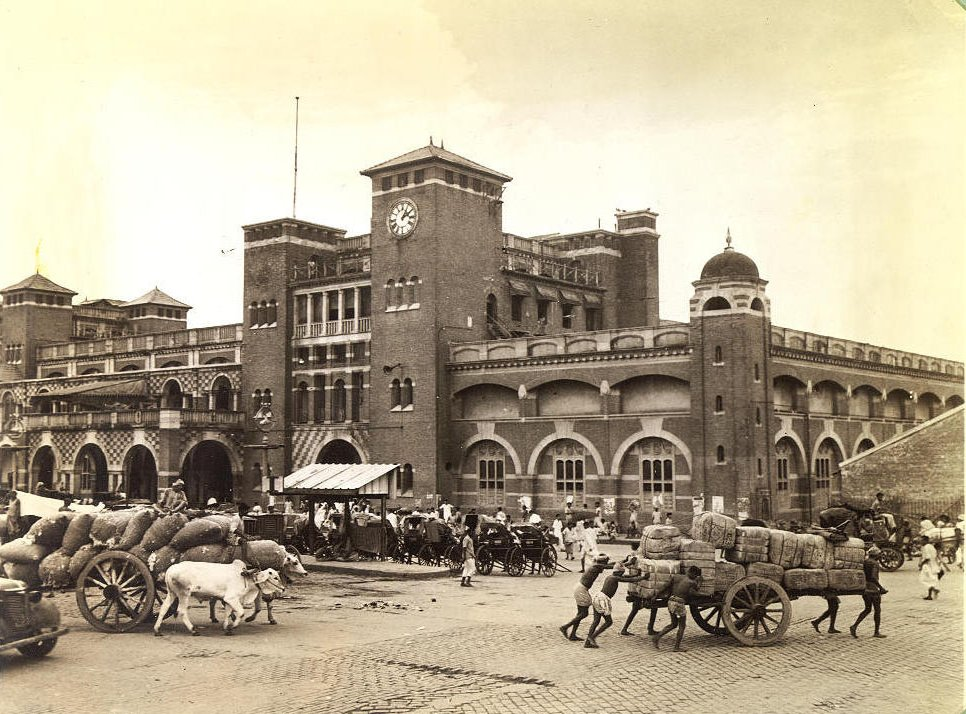
La gare de Howrah en 1945.

À la fin du XIXe siècle le nombre de voyageurs a fortement augmenté. Un nouveau site est acquis par le 'East Indian Railway', là où se trouvait un orphelinat catholique, et un nouveau bâtiment, conçu par l’architecte Halsey Ricardo est construit. Il sera ouvert au public en 1905. C’est l’actuel bâtiment principal de la gare de Howrah, avec ses 15 quais (appelé aujourd’hui ‘Terminal 1’). 
Dans les années 1980, un second bâtiment construit dans le même style architectural - au sud de et contigu à l’ancien – est ajouté au complexe ferroviaire. Huit voies supplémentaires sont ajoutées, portant leur nombre total à 23. Ce qui en fait la plus grande gare de l’Inde. Le nouveau bâtiment, appelé Terminal 2, comprend également un ‘Yatri Niwas’, c’est-à-dire un hôtel pour voyageurs en transit.  

## Service des voyageurs

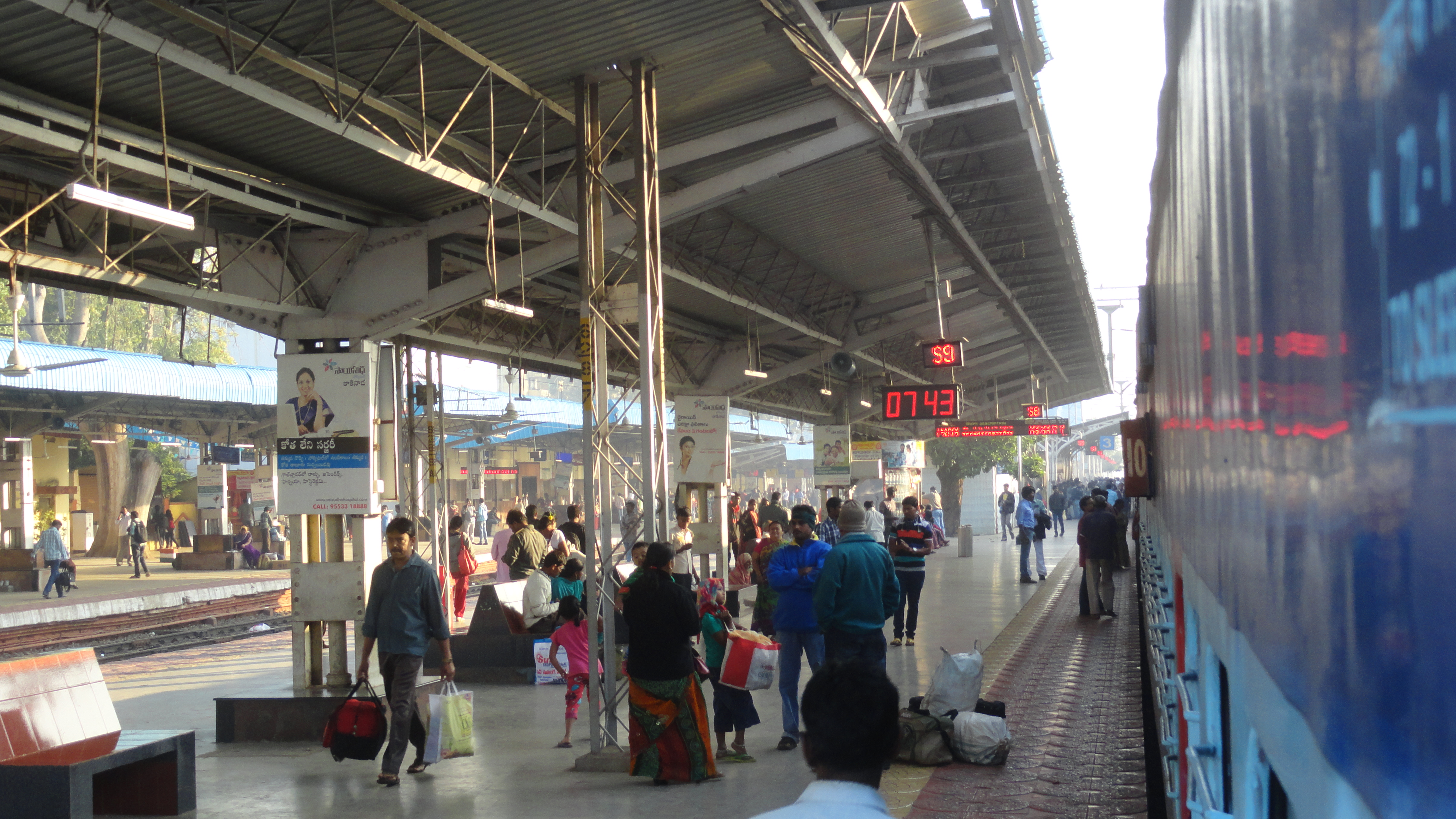
Quais de la gare.

### Desserte
Les quais 1 à 15 sont situés dans l’ancien complexe. Ce Terminal 1 dessert les trains locaux et de longue distance de l’Eastern Railway’ et trains locaux de la ‘South-Eastern Railway’, couvrant le nord et l’ouest de Calcutta (rive droite du Hooghly). Le terminal 2, quais 17 à 23, dessert les trains de longues distances partant vers le Sud et Sud-ouest de Calcutta (‘South-Eastern Railway’).